# Верхняя Берея
Верхняя Берея — упразднённое село в Шимановском районе Амурской области России. Исключено из учётных данных в 1974 году.

## География
Село располагалось в истоке реки Берея, на расстоянии примерно 7 километров (по прямой) к юго-западу от станции Берея.

## История
Село возникло во второй половине 1920-х годов. По данным 1929 год в Верхне-Берейском имелось 28 хозяйств и проживало 177 человек. В административном отношении входил в состав Шимановского сельсовета Свободненского района Амурского округа Дальневосточного края.
Решением Амурского исполкома от 7 июня 1974 года № 253, село Верхняя Берея исключено из учётных данных как несуществующее.